# 李合戎
李合戎（?—?），宋朝荆湖北路（今湖北省一带）江陵府松滋县人。

## 生平
在金军南下之机，李合戎聚众反抗宋朝，响应钟相起义。建炎四年（1130年）七月廿九己巳，程昌寓遣派将军杜湛在松滋县擒获李合戎。

## 年号
文獻記載李合戎、雷進的年号为正法，在南宋建炎年間，但不知何時使用。

## 深入閱讀
- 李崇智. . 北京: 中華書局. 2004年12月. ISBN 7101025129.